# 구조적 문서
구조적 문서는 계급처럼 어떠한 요소 아래 요소가 있고, 또 그 요소 아래 요소가 있는 문서를 말한다.
예를 들어, HTML의 경우.
<html>

<head>

<title>Hello World</title>

</head>

<body>

<div>Hello World</div>

</body>

</html>
이처럼 HTML 아래 Head, Head 아래 Title 같이 되어 있다.

## 종류
- HTML=웹사이트를 작성할 때 쓰는 언어.(.html)
- XML=데이터를 저장하는 언어.(.xml)
- CSS=HTML을 꾸며주는 언어.(.css)

## 같이 보기
- 기계가 읽을 수 있는 문서